# Pristimantis lassoalcalai
Pristimantis lassoalcalai é uma espécie de anfíbio caudado da família Strabomantidae. Está presente na Venezuela. A UICN classificou-a como quase ameaçada.